# Nazionale femminile di pallacanestro del Messico
La nazionale femminile di pallacanestro del Messico, selezione delle migliori giocatrici di pallacanestro di nazionalità messicana, è la rappresentativa cestistica del Messico ed è posta sotto l'egida della Federazione cestistica del Messico.

## Piazzamenti

### Campionati del mondo
- 1953 - 8°
- 1957 - 8°
- 1975 - 6°

### Campionati americani
- 1989 - 7°
- 1993 - 5°
- 1999 - 4°
- 2001 - 6°
- 2003 - 4°

- 2007 - 7°
- 2011 - 6º
- 2013 - 9°
- 2017 - 10°
- 2019 - 9°

- 2023 - 8°

### Campionati centramericani
- 1971 -  2°
- 1973 -  1°
- 1975 -  2°
- 1977 -  1°
- 1981 -  2°

- 1985 -  2°
- 1989 -  3°
- 1991 -  1°
- 1993 -  2°
- 1995 - Ritirata

- 1997 - 4°
- 1999 -  3°
- 2001 -  2°
- 2003 - 4°
- 2006 -  2°

- 2008 - 4°
- 2010 -  3°
- 2012 - 4°
- 2014 - 5°
- 2017 -  2°

- 2018 -  3°
- 2022 -  2°

### Giochi panamericani
- 1955 - 4º
- 1959 - 5º
- 1967 - 4º
- 1971 - 4º
- 1975 -  2º

- 1979 - 5º
- 1987 - 5º
- 2007 - 7º
- 2011 -  2º

## Formazioni

### Campionati del mondo
Campionato mondiale femminile di pallacanestro 19533 Gómez, 4 Gamborino, 5 Mota, 6 Ayoon, 7 Chiu, 9 Alfaro, 11 García, 12 Arias, 13 Reyna, 16 Cortés, 17 Ojeda, 18 Aguilar,        All. Antonio Lavín
Campionato mondiale femminile di pallacanestro 19573 Almanza, 4 Lozano, 5 González, 6 Rodríguez, 7 Ayluardo, 8 García, 9 Ríos, 10 Barajas, 11 Patiño, 12 Herrera, 13 Sánchez, 14 Hurtado,        All. Pedro Barba
Campionato mondiale femminile di pallacanestro 19754 Betancourt, 5 Alcaraz, 6 Nava, 7 González, 8 S. Morfín, 9 G. Morfín, 10 Arteaga, 11 Ramírez, 12 Cuevas, 13 Saavedra, 14 Calleja, 15 Reséndiz,        All. Constancio Córdoba

### Campionati americani
Campionato americano femminile di pallacanestro 1989Ol. Carrillo, Or. Carrillo, Castelo, Corral, Hayashi, Heredia, Jacques, López, Marín, Reyes, Torres, Urzúa, All. Jorge Toussaint
Campionato americano femminile di pallacanestro 1993V. Arroyos, Z. Arroyos, Castelo, Gaytán, Gómez, González, Hernández, Manzo, Mejia, Montfort, Pineda, Romero, All. -
Template:Messico femminile di pallacanestro ai campionati americani 1999
Campionato americano femminile di pallacanestro 20014 Price, 5 Ramos, 6 Tovar, 7 García, 8 Rosales, 9 Gómez, 10 Salcedo, 11 Molina, 12 Hernández, 13 Arroyos, 14 Flores, 15 Arguello,        All. Silvia Gutiérrez
Campionato americano femminile di pallacanestro 20034 Acosta, 5 Orozco, 6 Fonseca, 7 A. García, 8 Rosales, 9 Camacho, 10 Lechuga, 11 Ortega, 12 Arguello, 13 Arroyos, 14 V. García, 15 N. García,        All. Oswaldo Paredes
Campionato americano femminile di pallacanestro 20074 Delgado, 5 Vite, 6 Arriola, 7 Rentería, 8 Salman, 9 Moreno, 10 Gutiérrez, 11 Silva, 12 Ramírez, 13 Careaga, 14 Machuca, 15 Sánchez,        All. Gerardo Guzmán
Campionato americano femminile di pallacanestro 20114 Castro, 5 Ramírez, 6 Sánchez, 7 A. García, 8 Ortega, 9 Silva, 10 Órnelas, 11 M. García, 12 Núñez, 13 Gómez, 14 Gutiérrez, 15 S. García,        All. Ray Santana
Campionato americano femminile di pallacanestro 20134 Castro, 5 Bibbs, 6 Moreno, 7 A. García, 8 S. García, 9 Silva, 10 Morales, 11 M. García, 12 Guardiola, 13 Lara, 14 Camacho, 15 Orozco,        All. Ray Santana
Campionato americano femminile di pallacanestro 20174 Torre, 5 Luna, 6 Ávila, 7 Martínez, 8 Ramos, 9 Silva, 10 Saad, 11 Pardo, 12 Nuñez, 13 Lara, 14 Vargas, 15 Orozco,        All. Javier Ceniceros
Campionato americano femminile di pallacanestro 20193 Soto, 4 Pardo, 5 Luna, 6 Ávila, 8 Beltrán, 9 Ramírez, 10 Castañeda, 11 Ascencio, 12 Estrada, 13 Romo, 14 Valenzuela, 50 Taylor,        All. Tomás Canizalez
Campionato americano femminile di pallacanestro 20233 Valenzuela, 4 Gallegos, 5 Luna, 6 Ávila, 7 Martínez, 8 Beltrán, 10 Ramos, 11 Payán, 13 Lara, 22 Ramírez, 23 Hernández, 68 Peraza,        All. Lindsey Harding

### Campionati centramericani
Campionato centramericano femminile di pallacanestro 1981Calleja, Corral, Hayashi, G. Morfín, S. Morfín, Nava, Ochoa, Saavedra, Salazar, C. Sánchez, M. Sánchez, Velia, All. Constancio Córdoba
Campionato centramericano femminile di pallacanestro 1989Ol. Carrillo, Or. Carrillo, Castelo, Hayashi, Jacques, Linares, Marín, Rodríguez, Roldán, Salcedo, Torres, Villalobos, All. Francisco Barraza
Campionato centramericano femminile di pallacanestro 20064 Camacho, 5 Careaga, 6 Gómez, 7 Bibbs, 8 Moreno, 9 García, 10 Rodríguez, 11 Carmona, 12 Vite, 13 Ramírez, 14 Machuca, 15 Silva,        All. -
Campionato centramericano femminile di pallacanestro 20084 Delgado, 5 Cota, 6 Gómez, 7 A. García, 8 Tapia, 9 Gutiérrez, 10 N. García, 11 Salman, 12 Casillas, 13 Pardo, 14 I. García, 15 Silva,        All. Silvia Gutiérrez
Campionato centramericano femminile di pallacanestro 20104 Castro, 5 Berumen, 6 Silva, 7 A. García, 8 Tapia, 9 Gómez, 10 Campos, 11 M. García, 12 Arriola, 13 Rojo, 14 Gutiérrez, 15 Ramírez,        All. Ray Santana
Campionato centramericano femminile di pallacanestro 20124 Castro, 5 Bibbs, 6 Díaz, 7 A. García, 8 González, 9 Silva, 10 Ornelas, 11 Tapia, 12 Núñez, 13 Medrano, 14 Orozco, 15 S. García,        All. Ray Santana
Campionato centramericano femminile di pallacanestro 20144 Camacho, 5 Romo, 6 Estrada, 7 Asencio, 8 Beltrán, 9 Bernal, 10 Guardiola, 11 García, 12 Sánchez, 13 Lara, 14 Tapia, 15 Valenzuela,        All. Elsa Hayashi
Campionato centramericano femminile di pallacanestro 20174 Castro, 5 Luna, 6 Ávila, 7 Martínez, 8 Beltrán, 9 Silva, 10 Saad, 11 Pardo, 12 Nuñez, 13 Lara, 14 Valenzuela, 15 Orozco,        All. Javier Alonso
Campionato centramericano femminile di pallacanestro 20184 Arellano, 5 Luna, 7 Taylor, 8 Beltrán, 9 Silva, 10 Moreno, 11 Pardo, 12 Ávila, 13 Asencio, 14 Valenzuela, 15 C. Ramos,        All. Pedro Ramos
Campionato centramericano femminile di pallacanestro 20225 Luna, 6 Ávila, 7 Martínez, 8 Beltrán, 9 Sánchez, 10 Ramos, 11 Payán, 13 Lara, 22 Vargas, 24 Rodríguez, 26 Martínez, 50 Taylor,        All. Ebony Hoffman

### Giochi panamericani
Pallacanestro femminile ai II Giochi panamericani3 Almanza, 4 Martínez, 5 Patiño, 6 Fernández, 7 Guzmán, 8 García, 9 Apodaca, 10 Muñoz, 11 Cárdenas, 12 Arias, 13 Ortega, 14 Hurtado, 15 González, 16 Zaragoza,        All. Pedro Barba
Pallacanestro femminile ai III Giochi panamericaniAlmanza, Chiu, García, González, Guzmán, Lozano, Nolasco, Patiño, Ríos, Rodríguez, Vázquez, Zavala, All. Roberto Zaldívar
Pallacanestro femminile ai V Giochi panamericaniA. Amezcua, L. Amezcua, Alcántara, Elías, Guerrero, Lorenzana, Mijare, Nava, Orozco, Palafox, Reza, Rebollo, All. Pedro Barba
Pallacanestro femminile ai VI Giochi panamericaniAlcaraz, Cuevas, Díaz, Galán, Guerrero, Morfín, Nava, Quiñones, Rebollo, Saavedra, Sánchez, Teísta, All. Constancio Córdoba
Pallacanestro femminile ai VII Giochi panamericani4 Betancourt, 5 Alcaraz, 6 Nava, 7 González, 8 S. Morfín, 9 G. Morfín, 10 S. Córdoba, 11 Ramírez, 12 Cuevas, 13 Saavedra, 15 Valdez,        All. Constancio Córdoba
Pallacanestro femminile agli VIII Giochi panamericaniAlcaraz, Calleja, Corral, Díaz, Flores, Galán, González, Morfín, Pérez, Saavedra, Saenz, Velia, All. Constancio Córdoba
Pallacanestro femminile ai X Giochi panamericani4 Or. Carrillo, 5 Hayashi, 6 Marín, 7 Macías, 8 Morfín, 9 Ol. Carrillo, 10 Gómez, 11 Eastman, 12 Reyes, 13 Linares, 14 López, 15 Heredia,        All. -
Pallacanestro femminile ai XV Giochi panamericaniArriola, Carmona, Delgado, García, Gómez, Gutiérrez, Machuca, Ramírez, Ramos, Salman, Silva, Villavicencio, All. Gerardo Guzmán
Pallacanestro femminile ai XVI Giochi panamericani4 Castro, 5 Bibbs, 6 de Anda, 7 A. García, 8 Ortega, 9 Silva, 10 Ornelas, 11 M. García, 12 Núñez, 13 Gómez, 14 Gutiérrez, 15 S. García,        All. Ray Santana